# Modern Sports Karate

Logo der Modern Sports Karate Associates

Modern Sports Karate (MSK) wurde in den 1970er Jahren von Dr. Rudolf Jakhel an der RWTH Aachen (Rheinisch-Westfälische Technische Hochschule Aachen) entwickelt. MSK ist primär auf den sportlichen Wettkampf (Kumite) ausgerichtet.

## Herkunft
Modernes Sportkarate wurde 1971 von Dr. Rudolf Jakhel als Hochschulsportgruppe Modernes Sport-Karate an der RWTH/FH Aachen gegründet. Damit übernahm er auch die Betreuung von Sportstudenten im Wahlfach Karate. Durch die Auseinandersetzung mit der Problematik, die die Betreuung einer Sportgruppe an einer sportwissenschaftlichen Institution mit sich bringt, wurde er angeregt, eine neue, stilneutrale, sportkampforientierte Unterrichtsmethodik zu entwickeln.

## Prinzip und Technik
Modernes Sport-Karate unterscheidet sich durch zwei wesentliche Merkmale von den klassischen Karatestilen, wie sie in den meisten Karateschulen zu finden sind: seine eindeutige Ausrichtung auf den Sportkampf und seine Bewegungsabläufe, die nach sportwissenschaftlichen Erkenntnissen optimiert wurden.
Durch seine Ausrichtung auf den Sportkampf umfasst das Technikrepertoire des MSK nur solche Aktionen, die im Sportkampf tatsächlich und auf die erlernte Art und Weise angewendet werden können. Die Entwicklung der Bewegungsabläufe nach sportwissenschaftlichen Erkenntnissen macht es möglich, eindeutig zu begründen, warum die Bewegungen diese oder jene Form besitzen müssen. Eindeutig definierte Bewegungsformen wiederum sind eine wichtige Voraussetzung für einen sportlichen Wettkampf, bei dem ja gemessen werden soll, wie gut die Teilnehmer die sportlichen Fähigkeiten beherrschen; und der Karatesportkampf ist in erster Linie ein Vergleichskampf, in dem die Teilnehmer demonstrieren, wie sie die Karatetechniken und -taktiken beherrschen. Daher kämpft man im Karatesportkampf grundsätzlich sauber, das heißt so, dass alle Angriffe in ausgeprägter und offensichtlicher Form ausgeführt werden.
Um zu erreichen, dass auch wirklich auf dieses Ziel hin trainiert wird, werden später im Wettkampf auch nur solche Angriffe von den Wertungsrichtern als erfolgreich gewertet, die die grundlegenden Züge der erlernten Idealbewegung aufweisen. Damit die Kämpfer in der Lage sind, diese Bedingung nach „sauberem“ Kampf zu erfüllen, liegt im MSK der Schwerpunkt des Trainings auf dem Erlernen der Idealabläufe der verschiedenen Techniken und Taktiken.
MSK verzichtet zugunsten einer Europäisierung des Karate weitgehend auf die Traditionen und Riten der klassischen Karaterichtungen. So werden anstatt der japanischen Bezeichnungen nur Bezeichnungen in der jeweiligen Landessprache benutzt. Ausnahmen bilden nur die sogenannten Formen (jap. Kata), die lateinische Namen haben: Forma Prima, Forma Secunda, Forma Tertia, Forma Quarta und Forma Quinta.

### Technik und Taktik
Im MSK gibt es sechs verschiedene Angriffstypen:
- gerade Fauststöße vorwärts
- gerade Tritte vorwärts
- gerade Tritte rückwärts
- kreisförmige Tritte vorwärts
- kreisförmige Tritte rückwärts
- kreisförmige Fußfeger

Jeder Angriffstyp kann entweder einseitig oder diagonal durchgeführt werden. Einseitig bedeutet hierbei, dass beispielsweise beim Vorsetzen des rechten Beines der rechte Arm stößt, während bei einem diagonalen Angriff der linke Arm stieße. Daraus ergeben sich die zwölf grundlegenden Kombinationen des MSK, die jeweils mit rechts oder links ausgeführt werden können.
Zur Taktik im MSK gehört außer den Angriffen (Aktionstaktik) auch das Schützen der eigenen Person (Schutztaktik). Dazu zählt unter anderem die Kampfstellung sowie das Abfangen und Ableiten von gegnerischen Angriffen.

### Gürtelsystem
|             | 12.–11. Kyū   | 10.–9. Kyū    | 8.–7. Kyū      | 6.–5. Kyū     | 4.–3. Kyū     | 2.–1. Kyū      |
| ----------- | ------------- | ------------- | -------------- | ------------- | ------------- | -------------- |
| Gürtelbild  | Weißer Gürtel | Gelber Gürtel | Oranger Gürtel | Grüner Gürtel | Blauer Gürtel | Brauner Gürtel |
| Gürtelfarbe | weiß          | gelb          | orange         | grün          | blau          | braun          |

Beim MSK gibt es zwölf Schülergrade (Kyū) mit sechs Gürtelfarben (Weiß, Gelb, Orange, Grün, Blau und Braun). Somit tragen immer zwei Gürtelgrade die gleiche Farbe, da sich die zwei Stufen eines Gurtes äußerlich nicht unterscheiden. Danach kommen die Meistergrade (Dan) mit dem schwarzen Gurt. 
Der erste weiße Gurt darf bereits ohne Prüfung getragen werden, wohingegen danach für jeden weiteren Gurt eine Prüfung abgelegt werden muss. Diese Prüfung besteht dabei aus der aktiven Teilnahme am Training sowie der Vorführung der jeweiligen Form und dem Sparring (ab 10. bis 7. Kyū) beziehungsweise dem Sportkampf (ab 6. Kyū).

## Verbreitung
Ursprünglich durch seine dortige Entwicklung nur an der RWTH/FH Aachen vertreten, wird MSK inzwischen bundesweit in verschiedenen Städten angeboten. Schulen, die Modern Sports Karate unterrichten, gibt es außerdem in Aachen, Alsdorf, Berlin, Bochum, Bonn, Darmstadt, Groß-Gerau, Lübecky Mainz und München.
Inzwischen wird das Training des MSK nicht nur als Sportkurs an den Hochschulen, sondern auch als Training über Vereine angeboten, so dass nicht ausschließlich Studenten Zugang zu dieser Kampfsportart haben.
Modern Sports Karate ist jedoch eine nicht nur auf Deutschland begrenzte Kampfsportart. So wird MSK beispielsweise auch in der Schweiz, Italien, Österreich, Tschechien, Slowenien, Griechenland und Neuseeland unterrichtet.